# Vollidiot (Film)
Vollidiot ist eine deutsche Filmkomödie aus dem Jahr 2007. Bei der Verfilmung des gleichnamigen Romans von Tommy Jaud führte Tobi Baumann Regie, die Hauptrolle spielte Oliver Pocher.

## Handlung
Der 29-jährige Simon Peters ist Verkäufer in einem Telefongeschäft. Er wurde vor über einem Jahr von seiner Freundin Tina verlassen und hat erhebliche Schwierigkeiten, eine neue und vor allem die richtige Partnerin fürs Leben zu finden. Als einziger kommt er aus einem Single-Urlaub zurück, ohne Sex gehabt zu haben. Später vergrault er bei sich zu Hause zwei Stewardessen, als in seiner DVD-Sammlung beim gemeinsamen Filmeraten zwei Pornofilme auftauchen. Die Versuche seiner kroatischen Putzfrau Lala, ihn zu verkuppeln, bleiben ebenso erfolglos wie es auch seiner besten Freundin Paula nicht gelingt, einen optimalen Plan zu erstellen, wie er „ganz bestimmt die Richtige“ finden kann.
Schließlich verliebt sich Simon auf den ersten Blick in die All-American-Coffee-Company-Mitarbeiterin Marcia P. Garcia. Als er herausfindet, dass sie wie er für die Fantastischen Vier schwärmt, schenkt er ihr eine Karte für ein anstehendes Konzert der Band. Auf dem Konzert muss Simon jedoch feststellen, dass Marcia eine unsympathische Zicke ist, die sich zudem überhaupt nicht für ihn interessiert.
Nachdem Simon sowohl seinen Job verloren als auch seine Freunde vernachlässigt hat, schließt er sich in seiner Wohnung ein. Nach einiger Zeit wird er jedoch von seiner Ex-Freundin besucht, die ihm zum 30. Geburtstag gratulieren will. Sie macht ihm klar, dass das Problem nicht bei den Frauen zu suchen sei, sondern bei ihm selbst. Daraufhin fasst Simon den Entschluss, sich zu ändern. Er lädt seine Freunde ein, um Versäumtes wiedergutzumachen – für jeden hat er ein Geschenk vorbereitet.
Noch bevor seine Freunde zu seiner Geburtstagsfeier eintreffen, wird er auf der Flucht vor einem Gerichtsvollzieher unglücklicherweise auf dem Fenstersims seines Appartements ausgesperrt. Seine Freundin Paula interpretiert die Situation so, dass Simon einen Suizidversuch unternimmt, und alarmiert die Feuerwehr zwecks Deeskalation. Simon stürzt schließlich versehentlich in die Tiefe, wird jedoch von einem Sprungpolster unversehrt aufgefangen.
Während seiner Party setzt sich Simon ab, um seinen „IKEA-Single-Sessel“ auf einem Parkplatz zu verbrennen. Dabei hat er Blickkontakt mit einer jungen Frau, die ebenfalls einen Single-Sessel verbrennt und ihm zulächelt.

## Kritik
„Die mit Fernseh-Comedians gespickte Bestseller-Verfilmung unterhält“ laut film-dienst „weitgehend solide, kann aber trotz der handwerklichen Perfektion von Kamera und Regie ihren Fernsehsketch-Charakter nicht abstreifen“.
Carsten Baumgardt bewertet den Film als „lebloses Comedy-Konstrukt deutscher Fernsehprägung“. Seiner Meinung nach misslingt „Pochers erste Kinohauptrolle“, denn „in kleinen Dosen genossen, kann Pochers Humor kurz und knapp wirken, auf die lange Distanz überwiegt das Nervpotenzial“. Die Filmmusik wird hingegen gelobt: „der Soundtrack ist exzellent.“ „In den musikalisch stimmig illustrierten Collagen beginnt die Komödie ab und an für kurze Zeit zu leben.“
Die Kritik von Focus fällt für den Hauptdarsteller schmeichelhafter aus, denn laut Focus „fällt Oliver Pocher mehr positiv als negativ auf“.
Hubert Carl sah „funkelnde Momente“ dank Gaststars wie Anke Engelke und Herbert Feuerstein und empfand den Film gar als „nah am Leben und saukomisch“.

## Unterschiede zum Buch
- Simons Ex-Freundin heißt im Buch Julia und nicht Tina. Im Buch wird sie nur kurz erwähnt, im Film hat sie eine wichtige Rolle.
- Das Schwulen-Fitnessstudio kommt im Film nicht vor. Auch der Ausflug zu einem Fußballspiel des FC Schalke 04 fehlt.
- Simons Urlaub wird im Film nur kurz angeschnitten.
- Nicht Paula hatte die Idee für den Urlaub, sondern Phil.
- Der T-Punkt bleibt im Film namenlos. Das Starbucks-Cafe heißt im Film All American Coffee Company.
- Am Buchende wird angedeutet, dass Simon seiner ehemaligen Chefin näher kommt. Im Film sieht er auf dem IKEA-Parkplatz eine junge Frau.
- Das Buch ist in fünf Singlephasen unterteilt, im Film wird jedoch keine dieser Phasen genannt.

## Hintergrund
- Das Titellied des Films Ich kann nix dafür wird von Nena, Stephan Remmler und Oliver Pocher interpretiert. Die Originalmelodie stammt von dem Song Young Folks der schwedischen Gruppe Peter Bjorn And John aus dem Jahr 2006. Remmler schrieb und produzierte zusammen mit seinem ältesten Sohn Cecil Remmler auch die gesamte Filmmusik.
- Im „Hinter-den-Kulissen“-Material der DVD kann man das Namensschild der „Eule“ lesen, ihr richtiger Name ist Heidrun Kister.
- Das ursprünglich gedrehte Filmende zeigte Simon Peters mit brennender Hose auf dem IKEA-Parkplatz. Testvorführungen zeigten jedoch, dass sich Frauen ein Happy End wünschten, und so wurde das Ende mit Marleen Lohse in der Rolle der jungen Frau nachgedreht.
- Ein Hauptdrehort des Films war der Eigelstein in Köln. In dieser Straße (an der Einmündung von Unter Krahnenbäumen) befanden sich die Filmsets für die All American Coffee Company und Simon Peters’ Telefonladen.
- Die Aufnahmen mit Easyjet wurden am Flughafen Dortmund gedreht.
- Im Film wird für diverse Firmen und Marken Produktplatzierung betrieben.
- Passend zum Kinostart erschien im April 2007 Vollidiot – Das Filmbuch, das ebenfalls von Tommy Jaud geschrieben und im Fischer Taschenbuchverlag veröffentlicht wurde.
- In den deutschen Kinos spielte der Film 5.069.307 € ein.[7]